# Azzano Decimo
Azzano Decimo es una localidad y comune italiana de la provincia de Pordenone, región de Friuli-Venecia Julia, con 15.405 habitantes.

## Evolución demográfica
| Gráfica de evolución demográfica de Azzano Decimo entre 1861 y 2001 |
|                                                                     |
| Fuente ISTAT - elaboración gráfica de Wikipedia                     |